# Go See Eddie

Go See Eddie est une nouvelle de l'écrivain américain J. D. Salinger, publiée pour la première fois en décembre 1940 dans le 7e numéro du magazine The Kansas Review.